# Бигуро (Арецо)
Бигуро је насеље у Италији у округу Арецо, региону Тоскана.
Према процени из 2011. у насељу је живело 28 становника. Насеље се налази на надморској висини од 256 м.